# Femø Kvindelejr
Femølejren er en kvinde ø-lejr, oprettet af rødstrømperne i 1971 på Femø.
I sommeren 1971 fandt den første Femø-lejr sted, et år efter rødstrømpebevægelsens start. Femø-lejren blev oprettet af 'rødstrømperne', og var en lejr, hvor alle kvinder og børn kunne deltage. Dog var drenge over 12 ikke velkomne, fordi der skønnes, at når drenge kom i puberteten, var de blevet opdraget af samfundet, således at deres adfærd og holdninger var med til at undertrykke og manipulere kvinder. Rødstrømperne besluttede at afholde denne lejr med henblik på, at kvinder kunne være et sted uden mænd til at kommandere med dem. Lejren blev endvidere benyttet til drøftelser af kvindernes situation og den fremtidige strategi i kampen mod 'mandssamfundet'. Der var bred enighed om vigtigheden af at kvinderne skulle være naturlige og i pagt med naturen. Kvinderne skulle derfor føle sig fri på ø-lejrene. Det var derfor naturligt, at rødstrømperne boede i telte og var nøgne for at komme ”tilbage til naturen”. For mange kvinder var Femø-lejren den første kontakt med Rødstrømpebevægelsen, og alene af den grund fik lejrene en stor betydning.
Nogle af kvinderne, som deltog i disse Femø-lejre, oprettede bagefter kollektiver, kun for kvinder og mange deltog aktivt i demonstrationer samt protester over hele landet i kampen for bedre rettigheder samt ligestilling.